# Asthenotricha strangulata
Asthenotricha strangulata là một loài bướm đêm trong họ Geometridae.